# قرار مجلس الأمن التابع للأمم المتحدة رقم 1387
قرار مجلس الأمن التابع للأمم المتحدة رقم 1387، الذي اعتمد بالإجماع في 15 يناير 2002 ، بعد الإشارة إلى القرارات السابقة بشأن كرواتيا ، بما فيها القرارات 779 (1992) ، 981 (1995) ، 1088 (1996) ، 1147 (1998) ، 1222 (1999) ، 1285 (1999) ، 1307 (2000) ، 1357 (2001) ، سمح المجلس لبعثة الأمم المتحدة للمراقبة في بريفلاكا بمواصلة رصد عملية نزع السلاح في منطقة شبه جزيرة بريفلاكا في كرواتيا لمدة ستة أشهر حتى 15 تموز / يوليه 2002. كان ذلك هو أول قرار لمجلس الأمن اعتمد في عام 2002.

## وصلات خارجية
- Text of the Resolution at undocs.org